# Boissey (Ain)
Boissey egy település Franciaországban, Ain megyében. Lakosainak száma 390 fő (2022. január 1.). Boissey Béréziat, Chevroux, Marsonnas, Saint-Étienne-sur-Reyssouze és Bâgé-Dommartin községekkel határos.

## Népesség
A település népességének változása:
| Lakosok száma | 238  | 207  | 202  | 222  | 292  | 331  | 336  | 351  | 380  | 390  |
|               | 1968 | 1982 | 1999 | 2006 | 2011 | 2015 | 2017 | 2018 | 2020 | 2022 |